# Polypedilum vectum
Polypedilum vectum är en tvåvingeart som först beskrevs av Oskar Augustus Johannsen 1932.  Polypedilum vectum ingår i släktet Polypedilum och familjen fjädermyggor. Inga underarter finns listade i Catalogue of Life.